# Бързи и яростни 10
„Бързи и яростни 10“ (на английски: Fast X) е американски екшън филм от 2023 г. на режисьора Луи Льотерие, по сценарий на Джъстин Лин и Дан Мазу. Той е продължение на „Бързи и яростни 9“ (2021), който служи като десетата главна част и единадесетият пълнометражен филм от поредицата „Бързи и яростни“. Във филма участват Вин Дизел, Джейсън Стейтъм, Мишел Родригес, Тайрийз Гибсън, Лудакрис, Джон Сина, Джордана Брустър, Натали Емануел, Сунг Канг, Скот Истууд, Майкъл Рукър, Хелън Мирън, Шарлиз Терон, Карди Би, Джейсън Момоа, Даниела Мелчиър, Бри Ларсън, Алън Ричсън, Рита Морено и Дуейн Джонсън.Във филма, Доминик Торето трябва да защити семейството си от Данте Рийс (Момоа), който иска отмъщение за смъртта на баща си след 10 години.
„Бързи и яростни 10“ е излиза първоначално в европейските страни на 17 май 2023 г., и в Съединените щати на 19 май 2023 г. Продължението се очаква да излезе през 2026 г.

## Актьорски състав
- Вин Дизел – Доминик „Дом“ Торето[4]
- Мишел Родригес – Лети Ортиз[4]
- Тайрийз Гибсън – Роман Пиърс[4]
- Крис „Лудакрис“ Бриджис – Тедж Паркър[4]
- Джейсън Момоа – Данте Рийс[5][6]
- Натали Емануел – Рамзи[4]
- Джордана Брустър – Мия Торето[4]
- Джон Сина – Джейкъб Торето[4][7][8]
- Джейсън Стейтъм – Декърд Шоу
- Сунг Канг – Хан Лю[9]
- Алън Ричсън – Агент Еймис[10]
- Даниела Мелчиър – Изабел[11]
- Скот Истууд – Литъл Ноубоди[4]
- Хелън Мирън – Магдалин „Куини“ Елмансън-Шоу[12]
- Шарлиз Терон – Чипър[4][9]
- Бри Ларсън – Тес[13][6]
- Рита Морено – Абуела, бабата на Дом, Джейкъб и Мия[14][6]
- Майкъл Рукър – Бъди[4][15]
- Карди Би – Лейса[16]
- Лео Абело Пери – Браян Маркос, синът на Дом и Елена
- Дон Омар – Рико Сантос
- Тего Калдерон – Тего Лео
- Дуейн Джонсън - Люк Хобс

## Премиера
Филмът е първоначално излиза по кината в Белгия, Франция, Швеция и Чили на 17 май 2023 г., и в Съединените американски щати на 19 май. През февруари 2016 г. Дизел обяви неизвестните дати на деветия и десетия филм, докато десетия филм е насрочен да излезе на 2 април 2021 г. След като „Бързи и яростни 9“ е отменен от графика за премиерна дата по време на пандемията от COVID-19, премиерната дата на десетия филм е отменен за неопределено време.
Световната премиера на филма е на червения килим в Рим на 12 май 2023 г.